# Гаттенбергер, Наталия Леонидовна
Наталия Леонидовна Гаттенбергер (род. 1932) — советский и российский художник и скульптор в области декоративно-прикладного искусства. Член Союза художников СССР (с 1964). Почётный член РАХ (2013). Заслуженный художник Российской Федерации (1999).

## Биография
Родился 30 октября 1932 года в Москве.
С 1964 по 1956 год обучалась в МГХПА имени С. Г. Строганова у такого известного педагога и ювелира-реставратора как Ф. Я. Мишуков (1881—1966). 
Наиболее известные художественные произведения Н. Л. Гаттенбергер в области декоративно-прикладного искусства это:  О настенная композиция «Окно» (1984; алюминий, горячая эмаль на меди), комплект ювелирных украшений «Октябрь» (1977), настенные композиции
«Твоих оград узор чугунный…» (1986; алюминий, мельхиор, горячая эмаль), 
«Московские переулочки» (1996; дерево, алюминий, горячая эмаль на меди) и  
«Время прошедшее» (1992), комплекты ювелирных украшений «Арктика»  (1984), «Феникс» колье (1988), «Виктория» (1995), «Броши – кармашки» (1979, 1988, 1992)
«Морская пена» (1991). С 1964 года Н. Л. Гаттенбергер была участником всероссийских, зарубежных и персональных выставок, в том числе Всероссийские выставки «Советская Россия» со II по VIII и «Россия» с IX по XII. Зарубежных выставок в Канаде (1967), Англии (1968, 1987, 1989),Польше (1969, 1975, 1988), Франции (1969, 1984, 2002), Венгрии (1976, 1988), США (1971), Чехословакии (1971, 1974, 1977, 1980, 1985). В 1982 году стала лауреатом III Квадриеннале художественных ремёсел стран социалистического содружества проходившего в ГДР, в 1984 году — лауреат Международной биеннале эмали проходившего во французском городе Лимож. 
Художественные произведения Н. Л. Гаттенбергер находятся в музеях России и мира, в том числе в Государственном историческом музее,  Всероссийского музея декоративно-прикладного и народного искусства, Оружейной палате Московского Кремля, Государственном Русском музее, в музеях более чем 26 городов России и мира
С 1964 года Н. Л. Гаттенбергер была избрана членом Союза художников СССР.  С 1979 по 1989 год — член Республиканского художественного совета по декоративно-прикладному искусству Художественного фонда РСФСР, с 1981 по 1986 год — член выставочной комиссии бюро декоративной секции Московского Союза художников, с 1982 по 1988 год — член Государственной экспертной комиссии Министерства  культуры СССР. В 2013 году ей было присвоено почётное звание — Почётный член РАХ.
2 августа 1997 года Указом Президента России «За заслуги в области искусства» Н. Л. Гаттенбергер было присвоено почётное звание Заслуженный художник Российской Федерации.

Наталия Леонидовна Гаттенбергер достигла больших успехов, прежде всего в сфере ювелирного искусства, но не считает себя ювелиром, не работает с золотом, использует главным образом поделочные и полудрагоценные цветные ювелирные камни, эмаль. К тому же круг её интересов не ограничивается украшениями. Она прекрасный тонкий живописец лирического склада, пишет акварелью городские пейзажи и натюрморты, опоэтизированные воспоминания о своих ощущениях от красоты прекрасных уголков мира. В них сохранены свежесть и непосредственность, уловленные чутким и внимательным взглядом художника

## Награды
- Медаль «За трудовое отличие» (1986)
- Медаль «В память 850-летия Москвы» (1997)
- Заслуженный художник Российской Федерации (1999)[3]
- Серебряная медаль Российской Академии художеств (2003)
- Золотая медаль Союза художников России (2012)[1]